# جون جونسون (رائد أعمال)
جون جونسون (بالإنجليزية: John H. Johnson)‏ (و. 1918 – 2005 م) هو رائد أعمال، وناشر (حرفة)، ورجل أعمال، وصحفي، من الولايات المتحدة الأمريكية، ولد في أركنساس سيتي، توفي في شيكاغو، عن عمر يناهز 87 عاماً.

## التعليم
تعلم في جامعة شيكاغو، وجامعة نورث وسترن.

## جوائز
حصل على جوائز منها:
- عضوية قاعة شرف الجمعية الوطنية للصحافيين السود [الإنجليزية]‏ (2004)
- وسام الحرية الرئاسي (1996)
- قلادة سبينغارن (1966)
- جائزة كانديس [الإنجليزية]‏.